# I kardia sou petra
I Kardia Sou Petra (letteralmente il tuo cuore come pietra) è il secondo singolo della cantante greca Helena Paparizou estratto dal suo quarto album di studio Vrisko To Logo Na Zo. 

## Il disco
Il singolo ha raggiunto la posizione numero 2 in Cipro e la posizione numero 1 nella classifica digitale greca, nella classifica radiofonica greca e in quella ufficiale della Grecia. La musica della canzone è opera di Giorgos Sampanis, mentre il testo è stato scritto da Gianni Doxas.

## Video
Nel video musicale, Helena si trova sulla riva del mare dove sono stati posti dei frangiflutti di cemento. Mentre lei canta, un uomo, il suo ex dal cuore di pietra, come dice la canzone, scatta delle foto ai frangiflutti, ma davanti ad essi compare la faccia della cantante. L'uomo fa diverse foto ottenendo sempre lo stesso risultato. Il video è stato diretto dal regista del video dei singolo precedente, Alexandros Grammatopoulos. Il 25 giugno 2008, in onore della certificazione dell'album di Helena Vrisko To Logo Na Zo come disco d'oro, è stato mostrato il video, che però è stato distribuito alla televisione solo una settimana dopo, il 2 luglio.

## Classifiche
| Classifica (2008) | Posizione massima |
| ----------------- | ----------------- |
| Cipro             | 2                 |
| Grecia            | 1                 |